# Жлебе
Жлебе (словен. Žlebe) је насељено место у општини Медводе, Средњесловенска регија, Словенија.

## Историја
До територијалне реорганизације у Словенији било је у саставу града Љубљане, односно старе општине Шишка.

## Становништво
У попису становништва из 2011. године, Жлебе је имало 536 становника.
| Број становника према пописима | Број становника према пописима | Број становника према пописима |
| ------------------------------ | ------------------------------ | ------------------------------ |
| 1991                           | 2002                           | 2011                           |
| 408                            | 470                            | 536                            |

Напомена: Године 2013. извршена је мања размена територија између насеља Медводе и Жлебе.